# Electric City (Washington)
Electric City je grad u američkoj saveznoj državi Washington. Prema popisu stanovništva iz 2010. u njemu je živjelo 968 stanovnika.